# Catapyrgus matapango
Catapyrgus matapango е вид охлюв от семейство Hydrobiidae. Видът не е застрашен от изчезване.

## Разпространение и местообитание
Разпространен е в Нова Зеландия (Южен остров).
Обитава сладководни басейни, реки и потоци.

## Описание
Популацията на вида е стабилна.